# Tires
Tires (en allemand, Tiers) est une commune italienne d'environ 1 000 habitants située dans la province autonome de Bolzano dans la région du Trentin-Haut-Adige dans le nord-est de l'Italie.

## Administration
| Période                                  | Période | Identité | Étiquette | Qualité |
| ---------------------------------------- | ------- | -------- | --------- | ------- |
|                                          |         |          |           |         |
| Les données manquantes sont à compléter. |         |          |           |         |

### Communes limitrophes
Les communes limitrophes sont  Campitello di Fassa, Castelrotto, Cornedo all'Isarco, Fiè allo Sciliar, Mazzin, Nova Levante et Sèn Jan di Fassa.